# Чирозерин (департамент)
Чирозерин (фр. Tchirozérine) — департамент региона Агадес республики Нигер. Включает в себя городские коммуны Агадес и Чирозерин, и сельские коммуны Адербиссинат, Дабага, Ингалл и Табелот.
Население по переписи 2001 года — 128 100 человек, по переписи 2012 года — 244 706 человек.